# 烏昭慶
烏昭慶（?—?），中國辽朝年间兀惹国的首领。
986年，定安国被契丹攻灭。995年，渤海人贵族乌昭庆以兀惹国的名义起兵，996年，投降契丹国。999年六月，兀惹乌昭庆朝见辽圣宗。后来兀惹和女真交战，1004年九月丙午，辽圣宗幸南京析津府。女真遣使献给辽国自己俘获的乌昭庆的妻儿。